# Ganexa Chaturthi

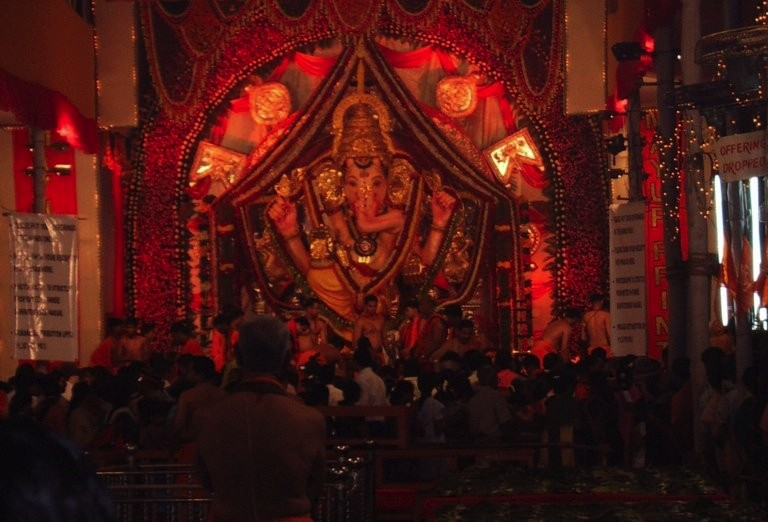
Ganexa Chaturthi

O Ganexa Chaturthi (ou Vinayaka Chaturthi, Ganesa Caturthī) é o festival Hindu comemorado em honra do deus com cabeça de elefante Ganexa. Conhecido no ocidente como o aniversário de Ganexa. As celebrações são tradicionalmente realizadas no 4º dia da primeira quinzena (Shukla Chaturthi) no mês de Bhaadrapada, de acordo com o calendário hindu. O que cai entre agosto e setembro meses do calendário gregoriano. O festival é celebrado tanto em público como em casas e dura por 10 a 14 dias.
O fim das celebrações terminam com a imersão de ídolos de Senhor Ganexa em água. Essas imersões podem ocorrer tanto em rios como no mar, quanto em santuários temporários, chamados de pandals. Em casa, geralmente constrói-se uma imagem do Deus. O festival é geralmente celebrado em toda a Índia. No entanto com as novas ondas de imigração de indianos fora da Índia, celebra-se amplamente na região Terai, do Nepal, nos Estados Unidos, Canadá, Inglaterra, Espanha (em Tenerife) e em outros lugares.
Não se sabe quando e como Ganexa Chaturthi foi celebrado pela primeira vez. Sabe-se que o festival de Ganexa é comemorado em eventos públicos em Pune desde os tempos de Shivaji (1630-1680), o fundador do Império Maratha. Os Peshwas, os administradores do Império, a partir de 1718 até o seu fim em 1818, incentivaram as comemorações em sua sede administrativa Pune pois Ganexa era a divindade família (Kuladevata). Com a queda dos Peshwas, o festival Ganexa perdeu o patrocínio do Estado e se tornou uma celebração familiar privada novamente em Maharashtra até o seu renascimento pelo combatente da liberdade indiano e reformador social Lokmanya Tilak.

## Rituais
O festival começa por selecionar e criar um murti (o ídolo) feito de argila. Em casa as famílias o criam em um canto pequeno, limpo, decorado com flores e outros itens coloridos para instalar o ídolo. Nas celebrações públicas, os preparativos têm início com semanas de antecedência e envolvem erguer estruturas temporárias (pandals mandapas). Essas estátuas públicas são financiadas por fiéis e por estabelecimentos comerciais.
Uma vez instalado em ambos os casos é necessário decorar o ídolo e o local de instalação em vários temas, utilizando materiais preciosos, flores etc. Em preparação para o festival, artesãos qualificados criam modelos de barro artísticos de Senhor Ganexa, com o objetivo de vendê-los. Não é incomum para os ídolos públicos serem enormes, superiores a três metros.
Como parte do ritual de instalação um sacerdote vai realizar o ritual Prana Pratishtha com o objetivo simbólico de convidar a divindade habitar o murti. Durante o processo ocorrem várias oferendas como coco, açúcar mascavo, Modaks (um bolinho doce), durva (trevo), folhas de grama e flores vermelhas aos murti. Durante toda a cerimônia, hinos védicos do Rig Veda, o Ganapati Atharvashirsa, Upanishad, e o stotra Ganexa do Narada Purana são cantados.

## Celebrações na Índia e em outros países

### Celebrações caseiras na Índia
Nas comemorações caseiras, em Maharashtra e outros estados, a maioria das famílias hindus instalam as suas próprias pequenas estátuas de barro para a adoração a Ganexa. O ídolo é adorado todas as manhãs e à noite até a imersão. A adoração envolve várias ofertas ao ídolo incluindo flores e durva. As cerimônias de adoração diárias terminam com os fiéis cantando a Aarti em honra de Ganexa, outros deuses e santos. O aarti Ganexa cantado em Maharashtra foi composto por volta do século XVII.
Recentemente, devido a preocupações ambientais, um número de famílias evitam os rios e mares, mas deixam que as estátuas de barro desintegrarem em um balde ou na banheira em casa. Após alguns dias, a argila é utilizada no jardim em casa. Em algumas cidades, poços ecológicos foram criados para os fiéis submergirem suas estátuas.

### Procissões públicas
Celebrações públicas do festival são muito populares, especialmente em Maharashtra. Estas são organizados por grupos locais de jovens (Tarun Mandal), associações de bairro ou grupos de comerciantes. Um exemplo deste último são as comemorações organizadas pelos comerciantes do mercado vegetal em Pune. O Mandai Ganpati, Como é chamado, foram comemoradas todos os anos desde a década de 1890. Os fundos para a festa pública são coletados para os membros das associações organizarem a celebração de residentes locais ou empresas locais. No festival, os Comitês locais do Festival competem entre si para criarem a maior estátua e o melhor pandal.
O festival também é o momento para atividades culturais como canto e teatro, orquestra e atividades comunitárias como checkup médico gratuito, campos de doação de sangue, e caridade para com os pobres. Hoje, o Festival de Ganexa não é apenas um festival popular, tornou-se uma actividade económica muito crítica e importante para Mumbai, Pune, Hyderabad, Bangalore e Chennai.

### Fora da Índia
Ganexa Chaturthi é comemorado no Reino Unido pela população hindu imigrante, bem como o grande número de indianos que residem lá. A cultura hindu e a Heritage Society, do Reino Unido comemoraram o Ganexa Chaturthi, pela primeira vez em Londres, em 2005, no Vishwa Hindu Temple. O ídolo foi imerso no rio Tamisa no pier de Putney.
O festival é comemorado em muitos locais em todo o mundo. The Hindu Swayamsevak Sangh dos EUA, uma organização de hindus organiza muitas tais eventos para marcar os festivais hindus. O Philadelphia Ganexa popularmente conhecido como PGF é o maior festival Hindu (totalmente realizado por fundos públicos), comemorado na Philadelphia, na América do Norte. Na Pennsylvania, desde 2005, o festival é realizado todos os anos em Bharatiya Temple, Chalfont.  Os 10 dias são marcados por procissões, programas devocionais, eventos culturais, Índia filmi-orquestra e um carnaval fim de semana.

## Impacto ambiental
O impacto mais grave do festival sobre o meio ambiente é devido à imersão dos ídolos feitos de gesso de Paris em lagos, rios e mar. Tradicionalmente, os ídolos foram esculpidos na lama pegos nas proximidades das casas dos fiéis. Após o festival, ele era devolvido a Terra por imersão nas águas nas proximidades. Isso era uma forma de representar o ciclo da criação e dissolução da Natureza.
No entanto, como a produção de ídolos de Ganexa ganhou uma base comercial, a argila de barro ou naturais foi substituído por gesso. Que é um material sintético, mais fácil de moldar, mais leve e menos dispendioso do que a argila. No entanto, o gesso não é biodegradável e é insolúvel em água. Além disso, as tintas químicas utilizadas para adornar esses ídolos de gesso contêm metais pesados como o mercúrio e o cádmio, causando poluição da água devido à acumulação nas camadas de areia na praia.
Na República de Trinidad e Tobago, Rádio Jaagriti, a estação de rádio líder hindu no país, tem ativamente educado o público das implicações ambientais da utilização de murtis de gesso de Paris . Em Goa, a venda de ídolos de Ganexa feitos de gesso é proibida pelo Governo do Estado. As pessoas são incentivadas a comprar ídolos de barro tradicionais feitas por artesãos. Recentemente, tem havido novas iniciativas patrocinadas por alguns governos estaduais para produzir ídolos Ganexa de argila. Várias organizações não governamentais e governamentais foram abordar esta questão. As soluções apresentadas foram:
- Retornar para o uso tradicional de ídolos de barro naturais e mergulhar o ícone em um balde de água em casa;
- O uso de um ícone permanente feito de pedra e de bronze, usado todos os anos e apenas uma imersão simbólica;
- Reciclagem de ídolos de gesso para repintar-los e usá-los novamente no ano seguinte.
- Proibição da imersão dos ídolos de gesso em lagos, rios e mar;
- Uso criativo de outros materiais biodegradáveis, tais como papel machê para criar ídolos Ganexa.
- Incentivar as pessoas a mergulhar os ídolos em tanques de água, em vez de nos corpos d’água naturais;
- Recentemente as autoridades religiosas começaram a se manifestar publicamente para assumir a responsabilidade pela causa ecológica.

1. ↑  Ganesha Festival – Adeje
2. ↑  2017 Ganesh Chaturthi Date and Puja Timings for Santa Cruz de Tenerife, Spain
3. ↑  Ganesh Chaturthi in Tenerife